# 群馬ヘリポート
群馬ヘリポート（ぐんまヘリポート）とは、群馬県前橋市下阿内町にある公共用ヘリポートである。

## 概要
1988年（昭和63年）3月に群馬県条例により設置。同年8月25日に開港した。建設費は土地代も含め14億6000万円。消防・警察等の行政用途のヘリコプターのほか、民間用ヘリコプターの格納庫も備える。
開港に合わせて設立された財団法人群馬県航空振興公社が管理運営をしていた（1999年度に財団法人群馬県企業公社に統合）。2006年4月から指定管理者制度によってジャパン・エアクラフト・サービス（2006年5月1日に上毛航空に名称変更）が管理運営を行っていたが、業務縮小により2006年10月31日をもって管理業務契約を解除。11月1日より群馬県の直接の管理運営となった。群馬県が実施している指定管理者制度では期間中の解除は初の事態であった。
雄飛航空が2006年10月29日から『成田ヘリ・エクスプレス』の名称で成田国際空港まで所要時間40分で結ぶヘリコプター路線を数年間運航していたが、現在は運航していない。
群馬県防災航空センターが開設され2019年6月10日に開所式が行われた。

## 主な利用者
- 公共機関
  - 群馬県警察航空隊（アグスタ A109E「あかぎ」一機が常駐）
  - 群馬県防災航空隊（AW139 防災ヘリ「はるな」[3])
- 民間航空会社
  - 上毛航空（旧ジャパン・エアクラフト・サービス）
  - アカギヘリコプター
  - 雄飛航空
  - 東邦航空（現在は常駐していない）
  - 日本エアーリフトサービス（現在は常駐していない）
  - 日本農林ヘリコプター株式会社（株式会社エースヘリコプターに改称。2002年12月事業撤退）

## ヘリポートへのアクセス
- 路線バス
  - 永井バス （玉村・新町線）
    - 前橋駅 - 群馬ヘリポート前 - 新町駅
停留所より徒歩約10分。
- 自家用車
  - 北関東自動車道前橋南ICより群馬県道11号前橋玉村線を玉村町方面へ約1.5 km。